# Tak cię pragnę
Tak cię pragnę – dwunasty album zespołu Fanatic, wydany w 1998 roku przez firmę Omega Music. Ukazał się równolegle na płycie i kasecie. Do tytułowego nagrania powstał teledysk, który był emitowany w programie Disco Relax, na antenie TV Polsat. Wkrótce po wydaniu tej płyty zespół zawiesił swoją działalność - na scenę powrócił dopiero w 2008 roku.

## Lista utworów
1. Tak cię pragnę (muz. i sł. Robert Kalicki i Witold "Mix" Waliński)
2. Dziewczyna z Acapulco (muz. i sł. Robert Kalicki i Witold "Mix" Waliński)
3. Wszystko przez ciebie (muz. i sł. Robert Kalicki i Witold "Mix" Waliński)
4. Odleć stąd (muz. i sł. Robert Kalicki i Witold "Mix" Waliński)
5. Już cię nie chcę (muz. i sł. Robert Kalicki i Witold "Mix" Waliński)
6. Coco Loco (muz. i sł. Robert Kalicki i Witold "Mix" Waliński)
7. Piękna nieznajoma (muz. i sł. Leszek Nowakowski, Sławomir Osuchowski i Jerzy Ślubowski)
8. Siedmiu wspaniałych (muz. i sł. Wiesław Wolnik i Witold "Mix" Waliński)
9. Nie to nie (muz. i sł. Leszek Nowakowski, Sławomir Osuchowski i Jerzy Ślubowski)
10. Po co to robię (muz. i sł. Leszek Nowakowski, Sławomir Osuchowski i Jerzy Ślubowski)
11. Tak cię pragnę (Bonus Mix) (muz. i sł. Wiesław Wolnik i Witold "Mix" Waliński)
12. Piękna nieznajoma (Melody Mix) (muz. i sł. Leszek Nowakowski, Sławomir Osuchowski i Jerzy Ślubowski)

## Skład zespołu
- Jerzy Ślubowski – wokal
- Leszek Nowakowski – instrumenty klawiszowe, wokal
- Sławomir Osuchowski – instrumenty klawiszowe, wokal